# هيلاريو دافيدي جونيور
هيلاريو دافيدي جونيور هو دبلوماسي وقاضي فلبيني، ولد في 20 ديسمبر 1935 في Argao ‏ في الفلبين.